# Aproximación diofántica
En teoría de números, las aproximaciones diofánticas (llamadas así en honor al matemático griego Diofanto) tratan de las aproximaciones de números reales por medio de números racionales. 
El valor absoluto de la diferencia entre el real a aproximar y el racional que se aproxima, es una medida cruda, no dice nada acerca de «la calidad» de la aproximación, ya que es posible encontrar racionales arbitrariamente cerca (el conjunto de los números racionales es denso en el conjunto de los números reales). 
Una medición más sutil de la calidad de la aproximación, es comparar la distancia entre los denominadores de dos números racionales que se aproximan a un número real.

## Aproximación a números algebraicos
La teoría de las fracciones continuas aplicada a la raíz cuadrada y a otros números irracionales, fue estudiada por Fermat y Euler, entre otros. En 1840, Joseph Liouville obtiene un importante resultado relacionado con los números algebraicos (véase número de Liouville), lo que le permitió construir las primeras demostraciones de ejemplos de números trascendentales. 
Si x es un número irracional algebraico de grado n sobre los números racionales, entonces existe una constante c(x) > 0 tal que 
{\displaystyle {\frac {c(x)}{q^{n}}}<\left|x-{\frac {p}{q}}\right|}
para cualesquiera enteros p y q con q > 0.
El resultado de Liouville (mejorado, entre otros por Axel Thue) se expresa actualmente como el teorema de Roth: el exponente en el teorema original pasó de ser n ─el grado del número algebraico─ a todo número mayor a 2 (i.e. 2 + ε). Subsecuentemente, Wolfgang M. Schmidt generalizó este resultado al caso de las aproximaciones simultáneas. Las pruebas son difíciles y no efectivas, esto significa que los resultados o sus demostraciones no se pueden usar para acotar el tamaño de las soluciones a las ecuaciones diofánticas asociadas; sin embargo, en algunos casos sí pueden utilizarse para limitar el número de soluciones de dichas ecuaciones.
Aleksandr Khinchin demostró que si 
{\displaystyle \phi :\mathbb {N} \rightarrow \mathbb {R} ^{>0}}
es una función no creciente y{\displaystyle \sum _{q}\phi (q)<\infty }, entonces para casi todos los números reales x (no necesariamente algebraicos), hay a lo sumo una cantidad finita de racionales p/q con q no nulo y
{\displaystyle \left|x-{\frac {p}{q}}\right|<{\frac {\phi (q)}{|q|}}.}
Análogamente, si la suma diverge, entonces para casi todos los números reales hay una cantidad infinita de tales números racionales p/q.
En 1941, R.J. Duffin y A.C. Schaeffer probaron un teorema más general (conjetura Duffin–Schaeffer) que implica el resultado de Khinchine. En 2006, V. Beresnevich y S. Velani probaron una medida de Hausdorff análoga a la conjetura, publicado en los Annals of Mathematics.
Hay muchas técnicas y resultados disponibles; el más general es el de los límites inferiores para formas lineales en logaritmos, desarrollado por Alan Baker. Un refinamiento del teorema de Baker por Fel'dman implica que si x es un número algebraico de grado n sobre los números racionales, entonces existen efectivamente constantes computables c(x) > 0 y 0 < d(x) < n tales que 
{\displaystyle {\frac {c(x)}{|q|^{d(x)}}}<\left|x-{\frac {p}{q}}\right|}
es cierto para todo entero racional con q distinto de cero.

## Mejores aproximaciones diofánticas a números reales
Dado un número real α, hay dos formas de definir la mejor aproximación diofántica de α.  Para la primera definición, el número racional p/q es una ""Mejor aproximación diofántica"" de α si: 
{\displaystyle \left|\alpha -{\frac {p}{q}}\right|<\left|\alpha -{\frac {p'}{q'}}\right|,}.
Para todo número racional p'/q'  diferente de p/q tal que 0 < q′ ≤ q. 
Para la segunda definición, la desigualdad anterior se sustituye por:
{\displaystyle \left|q\alpha -p\right|<\left|q^{\prime }\alpha -p^{\prime }\right|.}
Una mejor aproximación para la segunda definición es también una mejor aproximación para la primera, pero la inversa es falsa.
La teoría de las fracciones continuadas nos permite calcular las mejores aproximaciones de un número real: para la segunda definición, son los convergentes de su expresión como una fracción continua regular. Para la primera definición, uno tiene que considerar también los semiconvergentes.Por ejemplo, la constante  e  = 2.718281828459045235 ... tiene la representación de fracción continua (regular):
{\displaystyle [2;1,2,1,1,4,1,1,6,1,1,8,1,\ldots \;].}
Sus mejores aproximaciones para la segunda definición son:
{\displaystyle 3,{\tfrac {8}{3}},{\tfrac {11}{4}},{\tfrac {19}{7}},{\tfrac {87}{32}},\ldots \,,}
Del mismo modo, para la primera definición hay:
{\displaystyle 3,{\tfrac {5}{2}},{\tfrac {8}{3}},{\tfrac {11}{4}},{\tfrac {19}{7}},{\tfrac {49}{18}},{\tfrac {68}{25}},{\tfrac {87}{32}},{\tfrac {106}{39}},\ldots \,.}

## Medida de la precisión de las aproximaciones
La medida obvia de la precisión de una aproximación diofantina de un número real α de un número racional p/q  es {\displaystyle \left|\alpha -{\frac {p}{q}}\right|.}. Sin embargo, esta cantidad siempre puede hacerse arbitrariamente pequeña aumentando los valores absolutos de p y q;  Por lo tanto la exactitud de la aproximación se estima usualmente comparando esta cantidad con alguna función φ del denominador q  típicamente un poder negativo de la misma.
Para tal comparación, uno puede desear límites superiores o límites inferiores de la exactitud. Un límite inferior se describe típicamente por un teorema como "para cada elemento α de algún subconjunto de los números reales y de todo número racional p/q tenemos {\displaystyle \left|\alpha -{\frac {p}{q}}\right|>\phi (q)} "En algunos casos, "todo número racional" puede ser reemplazado por "todos los números racionales excepto un número finito de ellos", lo que equivale a multiplicar φ  por alguna constante dependiendo de α.
Para los límites superiores, hay que tener en cuenta que no todas las "mejores" aproximaciones diofantinas proporcionadas por los convergentes pueden tener la precisión deseada. Por lo tanto los teoremas toman la forma "para cada elemento α  de algún subconjunto de los números reales, hay infinitamente muchos números racionales p/q tal que {\displaystyle \left|\alpha -{\frac {p}{q}}\right|<\phi (q)} ".

### Números mal aproximados
Un número mal aproximado es un x para el que existe una constante positiva c de modo que para todo racional p/q tenemos:
{\displaystyle \left|{x-{\frac {p}{q}}}\right|>{\frac {c}{q^{2}}}\ .}
Los números mal aproximados son precisamente aquellos con cocientes convergentes (fracción continua) parciales acotados.

## Límites inferiores para las aproximaciones diofánticas

### Aproximación de un racional por otros racionales
Un número racional {\displaystyle \alpha ={\frac {a}{b}}} puede ser obviamente y perfectamente aproximado por {\displaystyle {\tfrac {p_{i}}{q_{i}}}={\tfrac {i\,a}{i\,b}}}  para cada entero positivo  i .
Si {\displaystyle {\tfrac {p}{q}}\not =\alpha ={\tfrac {a}{b}}\,,}  tenemos
```
:

  

    

      

        

          
|

          

            

              

                
a

                
b

              

            

            
−

            

              

                
p

                
q

              

            

          

          
|

        

        
=

        

          
|

          

            

              

                
a

                
q

                
−

                
b

                
p

              

              

                
b

                
q

              

            

          

          
|

        

        
≥

        

          

            
1

            

              
b

              
q

            

          

        

        
,

      

    

    
{\displaystyle \left|{\frac {a}{b}}-{\frac {p}{q}}\right|=\left|{\frac {aq-bp}{bq}}\right|\geq {\frac {1}{bq}},}

  

```

porque {\displaystyle |aq-bp|} es un entero positivo y, por lo tanto, no es inferior a 1. Así, la precisión de la aproximación es mala en relación con los números irracionales (ver secciones siguientes). 
Puede observarse que la prueba precedente utiliza una variante del Principio del agujero de la paloma: un entero no negativo que no es 0 no es menor que 1. Este comentario aparentemente trivial se usa en casi todas las pruebas de límites inferiores para Aproximaciones diofánticas, incluso las más sofisticadas.
En resumen, un número racional es perfectamente aproximado por sí mismo, pero está mal aproximado por cualquier otro número racional.

### Aproximación de números algebraicos, resultados de Liouville
En los años 1840, Joseph Liouville obtuvo el primer Límite inferior para la aproximación del número algebraico. Si x es un número algebraico irracional de grado n en los números racionales, Entonces existe una constante c(x) > 0 tal que: 
{\displaystyle \left|x-{\frac {p}{q}}\right|>{\frac {c(x)}{q^{n}}}}
Para todos los enteros  p  y  q  donde q > 0.
Este resultado le permitió producir el primer ejemplo probado de un número trascendental, la Constante de Liouville:
{\displaystyle \sum _{j=1}^{\infty }10^{-j!}=0.110001000000000000000001000\ldots \,,}
Que no satisface el teorema de Liouville, sea cual sea el grado n elegido.
Este vínculo entre las aproximaciones diofantinas y la teoría numérica trascendental continúa hasta nuestros días. Muchas de las técnicas de prueba se comparten entre las dos áreas.

### Aproximación de los números algebraicos, Teorema de Thue-Siegel-Roth
Durante más de un siglo, hubo muchos esfuerzos para mejorar el teorema de Liouville: cada mejora del límite nos permite probar que más números son trascendentales. Las principales mejoras se deben a Axel Thue, Carl Ludwig Siegel, Freeman Dyson  y Klaus, conduciendo finalmente al teorema de Thue-Siegel-Roth: 
Si x es un número irracional algebraico y ε un (pequeño) número real positivo, entonces existe una constante positiva c(x, ε) tal que: 
{\displaystyle \left|x-{\frac {p}{q}}\right|>{\frac {c(x,\varepsilon )}{q^{2+\varepsilon }}}}
Tiene para cada entero p y  q tal que q > 0. 
En cierto sentido, este resultado es óptimo, ya que el teorema sería falso con  ε  = 0. Esta es una consecuencia inmediata de los límites superiores descritos a continuación.

### Aproximaciones simultáneas de números algebraicos
Posteriormente, Wolfgang M. Schmidt generalizó esto al caso de aproximaciones simultáneas, demostrando que: Si x1, ..., xn son números algebraicos tal que 1, x1, ..., xn son linealmente independientes sobre los números racionales y ε es cualquier número real positivo dado, entonces solo hay un número finito de factores racionales n-tuples (p1/q, ..., pn/q) tal que:
{\displaystyle |x_{i}-p_{i}/q|<q^{-(1+1/n+\varepsilon )},\quad i=1,\ldots ,n.}
De nuevo, este resultado es óptimo en el sentido de que uno no puede eliminar ε del exponente.

## Distribución uniforme
Dentro de este ámbito, se desarrolla la teoría de la distribución uniforme mod 1. Sea la sucesión a1, a2,... de números reales y considérese sus partes fraccionarias; esto es, de manera más abstracta: sea la sucesión de R/Z, que es un círculo. Para todo intervalo I del círculo, la proporción de los elementos de la sucesión que está contenida en ella, a menos de un entero N, y compárese con la proporción de la circunferencia que ocupa I. Distribución uniforme significa que en el límite, a medida que N crece, la proporción que ocupa en el intervalo tiende al valor 'esperado'. Hermann Weyl provee una resultado básico que muestra la equivalencia con cotas para sumas exponenciales formadas por la sucesión. Esto muestra que la aproximación diofántica está muy relacionada con el problema general de cancelación en sumas exponenciales, la cual ocurre a lo largo de la teoría analítica de números en la cota de términos de error. 
Relacionado con la distribución uniforme, es el concepto de distribución de irregularidades, de naturaleza combinatoria.

## Problemas inconclusos
Todavía hay problemas de simple formulación, dentro de las aproximaciones diofánticas, como por ejemplo la conjetura de Littlewood.

## Resultados recientes
En su ponencia plenaria en el Congreso Internacional de Matemáticos en Kioto (1990), Grigory Margulis señaló un vasto programa basado en la teoría ergódica que permite demostrar resultados de la teoría de números utilizando las propiedades dinámicas y ergódicas de las acciones de subgrupos de grupos de Lie semisimples. El trabajo de D. Kleinbock, G. Margulis, y sus colaboradores, demostró el poder de este nuevo enfoque a los problemas clásicos de las aproximaciones diofánticas. Entre estos notables éxitos, están las demostraciones de la conocida conjetura de Oppenheim por Margulis, con posteriores extensiones de Dani y Margulis y Eskin–Margulis–Mozes, y la prueba de las conjeturas de Bakerand y Sprindzhuk en las aproximaciones diofánticas de variedades por Kleinbock y Margulis. Varias generalizaciones de los resultados precedentes por Aleksandr Khinchin en aproximaciones diofánticas métricas han sido obtenidas también dentro de este marco.